# Ларзіян
Ларзіян (перс. لرزيان) — село в Ірані, у дегестані Отаквар, у бахші Отаквар, шагрестані Лянґаруд остану Ґілян. За даними перепису 2006 року, його населення становило 18 осіб, що проживали у складі 7 сімей.